# Donna Summer (album)
 (décembre 2019).
Albums de Donna Summer
I'm a Rainbow (en)
(1981) She Works Hard for the Money
(1983)
Singles
1. Love Is in Control (Finger on the Trigger)
Sortie : 25 juin 1982
2. State of Independence
Sortie : 2 octobre 1982
3. The Woman in Me
Sortie : 18 décembre 1982
4. Protection
Sortie : 25 février 1983

Donna Summer est le dixième album studio de Donna Summer, paru le 19 juillet 1982 sous le label Geffen Records, et produit par Quincy Jones. Il inclut le titre Love Is In Control (Finger on the Trigger) paru en single six semaines avant la sortie de l'album.

## Historique
En 1981, Summer enregistre plus d'une quinzaine de titres inédits orientés Pop FM et new wave, toujours sous la houlette de Giorgio Moroder, Pete Bellotte et Harold Faltermeyer, en vue de leur parution à l'automne sous la forme d'un nouveau double album. Lorsque David Geffen passa en studio pour les écouter, la plupart des chansons n'étaient pas encore finalisées. Pourtant, il les juge insuffisamment convaincantes et refuse de sortir le disque. En outre, compte-tenu du succès mitigé de l'album précédent, The Wanderer, il estime que la collaboration Summer/Moroder/Bellotte a vécu et souhaite réorienter Summer vers un style dance, soul et funk.
Il écarte donc les deux producteurs historiques de la chanteuse et sollicite Quincy Jones pour réaliser son prochain album. Le disque avorté de 1981 finira par être publié (en l'état) en 1996 par le label Mercury sous le titre I'm a Rainbow. La chanteuse ne retravaillera plus avec Moroder et Bellotte.

## Réalisation
L'album est un disque assez peu personnel, Summer, enceinte de sa troisième fille Amanda Grace, n'ayant co-signé que deux titres sur les neuf inclus, Livin' In America et Love Is Just A Breath Away. Pour réaliser le disque, Quincy Jones sollicite parmi la fine fleur des auteurs et compositeurs de l'époque : Rod Temperton (avec lequel il travailla pour Michael Jackson, George Benson et James Ingram notamment), Bill Meyers, Richard Page, John Bettis, Michael Sembello, David Foster  ou encore David Batteau. Bruce Springsteen est également approché pour lui écrire une chanson, Protection. Y figurent aussi deux reprises, State of Independence, de Vangelis et Jon Anderson (ce dernier étant surtout connu pour être le chanteur du groupe Yes) ainsi que, sur l'insistance de Jones auprès de Summer, Lush Life, un standard du jazz de Billy Strayhorn. En résulte un patchwork de chansons soul et funk (Love Is In Control, (If It) Hurts Just A Little, Mystery of Love), variétale (The Woman In Me), rock (Protection), world music progressive (State of Independence) et jazz (Lush Life), sans que la réalisation et les arrangements de l'album, chargés et très aboutis, propres aux productions de Quincy Jones, n'en pâtisse. Comme pour Michael Jackson ou George Benson, Jones réunit la crème des musiciens de la west coast des Etats-Unis : Notamment Michael Boddicker, Ndugu Chancler, Paulinho Da Costa, Louis Johnson, Steve Lukather, David Paich, Greg Phillinganes, Bruce Springsteen, la section cuivres étant assurée par Jerry Hey, Gary Grant, Bill Reichenbach et Ernie Watts.
La singularité de l'album tient également à la performance chorale assurée dans la dernière partie de la chanson State of Independence, par une pléiade de stars à l'époque : Christopher Cross, James Ingram, Michael Jackson, Kenny Loggins, Michael McDonald, Lionel Richie, Brenda Russell, Dionne Warwick et Stevie Wonder. D'aucuns firent le parallèle trois ans plus tard lorsque le même Quincy Jones réunira près de 40 artistes américains pour enregistrer le titre We Are the World (USA for Africa), enregistrement auquel d'ailleurs Donna Summer ne participa pas.
A noter enfin une chanson inédite plus acoustique, Sometimes Like Butterflies, écrite par Summer et composée par Bruce Roberts, parue sur la face B du premier simple Love Is In Control, mais non incluse sur l'album. Elle figurera sur la réédition du disque remasterisé en 2014 par le label Driven by the Music.

## Accueil
L'album devient disque d'or en atteignant la 20e place des meilleures ventes d'albums aux États-Unis, et le simple Love Is In Control (Finger on the Trigger) se classe à la 10e position dans le Billboard Hot 100. Les simples suivants, State of Independence et The Woman In Me culmineront respectivement à la 41e et la 33e position dans le même classement aux Etats-Unis. L'espoir placé par Geffen dans le succès espéré de cet album fut déçu. Ironiquement, The Wanderer réalisa de meilleures ventes (tant l'album que le simple du même nom).
Cependant, l'album Donna Summer connut une belle carrière à l'international (paru directement sous le label Warner Bros. Records), se classant dans le Top 5 des meilleures ventes en Suède (2e), en Norvège (3e) et en Hollande (4e). En France, il devient disque d'or en 1984. Il atteint la 13e place en Angleterre, les simples Love Is In Control et State of Independence entrant dans le Top 20. C'est en Hollande que les trois simples extraits de l'album eurent le plus de succès, respectivement classés 6e, 1er et 7e des meilleures ventes. Ces succès motivèrent Warner à publier dans ce pays un quatrième simple, Protection.

## Titres
| 1. | Love Is in Control (Finger on the Trigger) | 4:18 |
| 2. | Mystery of Love                            | 4:25 |
| 3. | The Woman in Me                            | 3:55 |
| 4. | State of Independence                      | 5:50 |

| 5. | Livin' in America           | 4:41 |
| 6. | Protection                  | 3:35 |
| 7. | (If It) Hurts Just a Little | 3:52 |
| 8. | Love Is Just a Breath Away  | 3:55 |
| 9. | Lush Life                   | 6:26 |

## Classements
| Classement (1982–83)                 | Meilleure position |
| ------------------------------------ | ------------------ |
| Allemagne de l'Ouest (Media Control) | 37                 |
| Australie (Kent Music Report)        | 45                 |
| Autriche (Ö3 Austria Top 40)         | 19                 |
| Canada (Canadian Albums)             | 32                 |
| Espagne (AFYVE)                      | 9                  |
| États-Unis (Billboard 200)           | 20                 |
| États-Unis (Top Black Albums)        | 6                  |
| Finlande (Suomen virallinen lista)   | 3                  |
| Italie (Musica e dischi)             | 17                 |
| Japon (Oricon)                       | 20                 |
| Norvège (VG-lista)                   | 3                  |
| Pays-Bas (Mega Album Top 100)        | 4                  |
| Royaume-Uni (UK Albums Chart)        | 13                 |
| Suède (Sverigetopplistan)            | 2                  |

| Classement (1982)              | Position |
| ------------------------------ | -------- |
| Pays-Bas (Nationale Hitparade) | 16       |

| Pays                                  | Certification | Ventes certifiées |
| ------------------------------------- | ------------- | ----------------- |
| États-Unis (RIAA)                     | Or            | 500 000^          |
| Pays-Bas (NVPI)                       | Or            | 50 000^           |
| ^Mise en rayon selon la certification |               |                   |